# BNY Mellon Investment Management
BNY Mellon Investment Management (BNY Mellon IM og BNY Mellon Asset Management) er investeringsforvaltnings-divisionen i BNY Mellon. Der har aktiver under forvaltning for 1,91 billioner USD.